# ATM (máy tính)
ATM (ATM Turbo) là một phiên bản sao chép của ZX Spectrum, phát triển tại Moskva, năm 1991, bởi hai hãng, MicroArt và ATM. Nó sử dụng CPU Z80 chạy ở tốc độ 7 MHz, 1024k RAM, 128k ROM, AY-8910 (hai cái trong mô-đen nâng cấp), 8-bit DAC, 8-bit 8-kênh ADC, RS-232, Centronics, Beta Disk Interface, giao tiếp IDE, bàn phím AT/XT, chế độ text (80x25, 16 màu, mẫu 8x8), và 3 chế độ đồ họa.
Nó là một trong những máy tính gia đình thành công tại Xô viết. Mặc dù BK-0010 được biết đến nhiều hơn, ATM đã trở nên phổ biến.

## Các chế độ đồ họa
Chế độ 640x200 có thuộc tính byte màu cho mỗi 8 pixel. Khác với Profi rằng ATM có chế độ 16 màu cho cả mực và giấy.
Chế độ 320x200 (16 màu) là chế độ raster thông thường, nhưng không giống EGA (nó là hai điểm ảnh mập, không phải hai chiều như của EGA). Hai trò chơi này được chuyển đổi trực tiếp từ PC: Hoàng tử Ba Tư và Goblins, và Sony PlayStation: Time Gal. Cũng có một số trò khác cho chế độ này. Một bản sau này là Ball Quest (tháng 8 năm 2006).
Chế độ 256x192 của ZX Spectrum.
Bảng mẫu (16 màu 64) được đặt cho tất cả các chế độ.

## Các mẫu máy
Rất nhiều mô-đen tồn tại, gần đây nhất là 7.10 (với một số lỗi được sửa bởi NedoPC). Các mô-đen < v6.00 được gọi là ATM 1, các mô-đen sau này được gọi là ATM 2(2+) hoặc ATM Turbo 2(2+) hoặc đơn giản là Turbo 2+. IDE có mặt từ phiên bản v6.00.

## Hệ điều hành
48 BASIC, 128 BASIC, TR-DOS, CP/M, iS-DOS, TASiS, DNA OS, Mr Gluk Reset Service.

## Lịch sử
ATM được phát triển dựa trên nền tảng Pentagon nổi tiếng.
ATM được sản xuất cho đến năm 1994 bởi ATM và MicroArt, sau đó hai công ty tách ra và ngưng sản xuất.
Năm 2004 NedoPC (Moskva) tiếp tục.

## Giả lập
Unreal Speccy v0.27 và cao hơn.

## Phần mềm
- ATM Turbo support site
- Virtual TR-DOS

Bản mẫu:Máy tính Sinclair và các bản sao chép